# Södra Jukkasvaara
Södra Jukkasvaara är ett naturreservat i Pajala kommun i Norrbottens län.
Området är naturskyddat sedan 2009 och är 2,8 kvadratkilometer stort. Reservatet omfattar södersluttningar av berget Jukkasvaara ner mot våtmarker. Reservatet består brandpräglad barrskog med inslag av lövträd och i form av sumpskog vid våtmarkerna.